# 鈴木雅雄
鈴木 雅雄（すずき まさお、1962年7月30日 - ）は、日本のフランス文学者、翻訳家。早稲田大学文学部教授。
専門はシュルレアリスム研究、イメージ文化史、近現代フランス文学。

## 略歴
東京都出身。東京都立戸山高等学校卒業。1985年、東京大学教養学部教養学科フランス分科卒業。1987年、東京大学大学院総合文化研究科地域文化研究専攻修士課程を修了し、博士課程に進む。1989年から93年までパリ第7大学文学部に留学し、博士課程を修了（文学博士）。同年、東京大学大学院総合文化研究科地域文化博士課程を退学し、同大学教養学部教養学科に助手として赴任。1997年に早稲田大学文学部に専任講師として赴任。2000年に助教授、2005年に教授に昇任。
日本フランス語フランス文学会所属。

## 著書
- 『シュルレアリスム、あるいは痙攣する複数性』（平凡社） 2007年
- 『ゲラシム・ルカ - ノン=オイディプスの戦略』（水声社、シュルレアリスムの25時） 2009年
- 『マクシム・アレクサンドル - 夢の可能性、回心の不可能性』（水声社、シュルレアリスムの25時） 2012年
- 『ジゼル・プラシノス - ファム=アンファンの逆説』（水声社） 2018年
- 『火星人にさよなら　異星人表象のアルケオロジー』（水声社） 2022年

### 共編著
- « Bibliographie », Œuvres complètes, tome 7, Association des amis de Benjamin Péret, José Corti, 1995（バンジャマン・ペレ全集第7巻の「参考文献」）- 詳細で網羅的な参考文献であることが、バンジャマン・ペレ公式ウェブサイト[3]、『リベラシオン』の記事[4]などで評価されている。
- 『シュルレアリスムの射程 - 言語・無意識・複数性』（せりか書房） 1998年
- 『文化解体の想像力 - シュルレアリスムと人類学的思考の近代』（真島一郎共編、人文書院） 2000年
- 『〈前衛〉とは何か?〈後衛〉とは何か? - 文学史の虚構と近代性の時間』（塚本昌則共編、平凡社） 2010年
- 『シュルレアリスム美術を語るために』（林道郎共編、水声社） 2011年
- 『詩と絵画 - ボードレール以降の系譜』（ジャック・デュパン（フランス語版）,レジナルド・マクギニス,ジャン＝ミシェル・レイ、丸川誠司訳、吉田裕,丸川誠司共著、未知谷） 2011年
- 『マンガを「見る」という体験 - フレーム、キャラクター、モダン・アート』（伊藤剛,加治屋健司,齊藤哲也,野田謙介,中田健太郎、鈴木雅雄編、水声社） 2014年
- 『マンガ視覚文化論 - 見る、聞く、語る』（中田健太郎共編、水声社） 2017年
- 『声と文学 - 拡張する身体の誘惑』（塚本昌則共編、平凡社） 2017年

## 翻訳
- 『シュルレアリスム』（ジャクリーヌ・シェニウー＝ジャンドロン、星埜守之共訳、人文書院） 1997年
- 『魔術的芸術』（アンドレ・ブルトン、巌谷国士,谷川渥,星埜守之共訳、河出書房新社） 1997年、のち訳に永井敦子,小山尚之を加えた普及版（河出書房新社） 2002年
- 『ミレー《晩鐘》の悲劇的神話 - 「パラノイア的=批判的」解釈』（サルバドール・ダリ、人文書院） 2003年
- 『サン=ジェルマン大通り一二五番地で』（バンジャマン・ペレ、風濤社、シュルレアリスムの本棚） 2013年
- 『パリのサタン』（エルネスト・ド・ジャンジャンバック（フランス語版）、風濤社、シュルレアリスムの本棚） 2015年
- 『崇高点 - ブルトン、ランボー、カプラン』（ジョルジュ・セバッグ、水声社） 2016年

## 参考
- 著書の紹介文
- 早稲田大学教員紹介ペ-ジ